# Liam Antrobus
Liam Antrobus (Estados Unidos, 9 de enero de 2002) es un jugador profesional estadounidense de rugby que se desempeña en la posición de segunda línea en Rugby Football Club Los Angeles, equipo perteneciente a la liga Major League Rugby.

## Carrera
En 2021, Antrobus se unió al equipo Cardiff Met RFC (2021-2023), después pasó a Rugby Football Club Los Angeles, disputando su primera temporada en la Major League Rugby.